# Saint-Michel-l'Observatoire
Saint-Michel-l'Observatoire é uma comuna francesa na região administrativa da Provença-Alpes-Costa Azul, no departamento dos Alpes da Alta Provença. Estende-se por uma área de 27,78 km². Em 2010 a comuna tinha 1 262 habitantes (densidade: 45,4 hab./km²).